# El otro
El otro (El otro) è un film del 2007 diretto da Ariel Rotter.